# Ludwig Baur (Theologe)

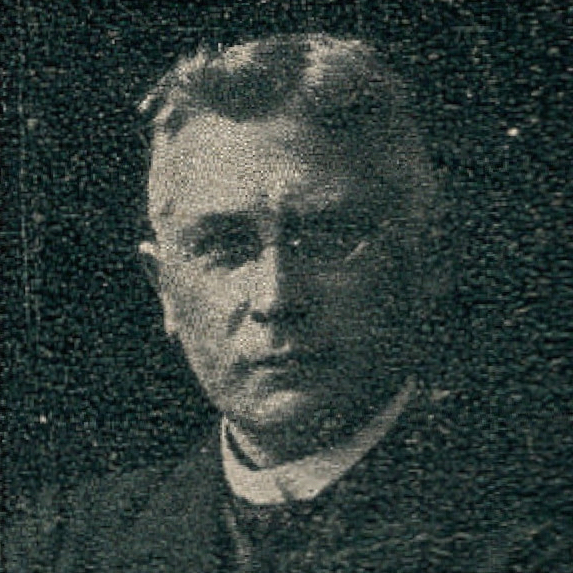
Ludwig Baur, um 1919

Ludwig Baur (* 9. April 1871 in Oberdettingen, Oberamt Biberach; † 14. Januar 1943 in Starnberg) war ein württembergischer Theologe und Politiker.

## Beruf
Der Sohn des Lehrers Karl Ludwig Baur studierte nach dem Besuch des Gymnasiums katholische Theologie in Tübingen. Er war Mitglied der Theologengesellschaft Danubia Tübingen sowie Ehrenmitglied der katholischen Studentenverbindung KStV Alamannia Tübingen im KV.  Nach seiner Priesterweihe war er Repetent am Wilhelmsstift in Tübingen. 1903 wurde er außerordentlicher und 1921 ordentlicher Professor für katholische Theologie an der Universität Tübingen. Während des Ersten Weltkrieges war er von 1914 bis 1916 als Feldgeistlicher tätig. 1925 wurde Baur ordentlicher Professor für katholische Theologie an der Universität Breslau.

## Politik
Von 1919 bis 1925 war Ludwig Baur Mitglied des Landtags des freien Volksstaates Württemberg. Er war Mitglied der Deutschen Zentrumspartei.

## Schriften (Auswahl)
- Die Forderung der Weiterbildung der Religion. Volksvereins-Verlag, M. Gladbach 1912.

- (mit Adolf Remmele): Charakterbildung. Vorträge über den Jakobusbrief. Herder, Freiburg/Br. 1912.

- Christus der König der Zeiten. Vorträge über den Philipperbrief. Herder, Freiburg/Br. 1913.

- Die Philosophie des Robert Grosseteste, Bischofs von London (gest. 1253) (= Beiträge zur Geschichte der Philosophie des Mittelalters, Bd. 18, 4/6). Aschendorff, Münster 1917.

- (mit Karl Rieder): Päpstliche Enzykliken und ihre Stellung zur Politik (= Schriften zur deutschen Politik, Bd. 5). Herder, Freiburg/Br. 1923.

- Logik und Erkenntnislehre. 2. Aufl. Schlesische Volkszeitung, Breslau 1930.

- Metaphysik. 3. Aufl. (= Philosophische Handbibliothek, Bd. 6). Koesel Pustet, München 1935.